# Рут Кодд
Рут Кодд (англ. Ruth Codd) — ірландська акторка та колишній TikTok-блогер. Найбільш відома своїми ролями в серіалах «Опівнічній клуб» та «Падіння дому Ашерів».

## Життєпис
Рут Кодд народилася у Вексфорді, Ірландія. В дитинстві вона любила їздити на конях, проте в 15 років серйозну травмувала праву ногу, граючи у футбол. Через вісім років через постійні ускладнення дівчина вирішила зрештою ампутувати ногу нижче коліна та поставити замість неї протез. До пандемії COVID-19 Кодд була професійним візажистом і перукарем. Після втрати роботи вона почала публікувати відео в мережі TikTok. Спочатку дівчина знімала кумедні ролики про монахинь, але пізніше стала використовувати платформу задля привернення уваги людей до теми інвалідності. За рік на неї підписалося 672 тис. людей, а її відео загалом зібрали понад 20 млн лайків.
Завдяки TikTok Рут Кодд була помічена кастинговою командою серіалу «Опівнічний клуб», яка запропонувала їй зіграти одну з ролей. На той момент дівчина не мала жодного акторського досвіду, проте все одно погодилася. Пізніше співавтор та шоуранер серіалу Майк Фленаґан також залучив її до знімання у своєму наступному проєкті для Netflix під назвою «Падіння дому Ашерів». У березні 2024 року Кодд отримала роль Флегми у фільмі «Як приборкати дракона», живій адаптації однойменного мультфільму, що стане для неї дебютом у повнометражному кіно.

## Фільмографія

### Кіно
| Рік  | Назва                 | Роль   | Пос.  |
| ---- | --------------------- | ------ | ----- |
| 2025 | Як приборкати дракона | Флегма | [ 9 ] |

### Телебачення
| Рік  | Назва               | Роль       | Примітки                                      | Пос.   |
| ---- | ------------------- | ---------- | --------------------------------------------- | ------ |
| 2022 | Опівнічний клуб     | Аня        | 10 епізодів                                   | [ 3 ]  |
| 2023 | Калейдоскоп жахів   | Кассандра  | Епізод: «Twenty Minutes with Cassandra/Smile» | [ 10 ] |
| 2023 | Падіння дому Ашерів | Джуно Ашер | 8 епізодів                                    | [ 2 ]  |
| 2024 | Сухий               | Бібі       | 3 епізоди                                     |        |